# Miklós Németh (Leichtathlet)
Miklós Németh [ˈmikloːʃ ˈneːmɛt] (* 23. Oktober 1946 in Budapest) ist ein ehemaliger ungarischer Leichtathlet in der Disziplin Speerwurf. Bei einer Körpergröße von 1,83 m betrug sein Wettkampfgewicht 95 kg.
Miklós Németh ist der Sohn von Imre Németh, dem Olympiasieger im Hammerwurf von 1948.

## Karriere
Bei seiner ersten Olympiateilnahme 1968 konnte sich Miklós Németh nicht für das Finale im Speerwurf qualifizieren. 1972 wurde er mit 81,98 m Siebter.
Am 25. Juli 1976 qualifizierte sich Miklós Németh mit 89,28 m für das Speerwurffinale bei den Olympischen Spielen in Montréal. Im Finale am 26. Juli warf er den Speer im ersten Versuch auf die neue Weltrekordweite von 94,58 m. Auf die nächsten beiden Versuche verzichtete er, um dann drei solide Würfe folgen zu lassen, deren bester ihm Bronze eingebracht hätte. Seine Serie lautete: 94,58 – verz. – verz. – 83,32 – 84,76 – 86,84. Der ganze Wettkampf war nach seinem ersten Wurf entschieden, am Ende hatte er mehr als sechs Meter Vorsprung auf den zweitplatzierten Finnen Hannu Siitonen und über sieben Meter auf den drittplatzierten Rumänen Gheorghe Megelea.
1980 wurde er mit 82,40 m noch einmal Olympiaachter.
Bei den Europameisterschaften 1966 wurde Miklós Németh Fünfter mit 79,82 m. Diese Platzierung blieb seine beste bei Europameisterschaften. 1974 wurde er mit 81,06 m Siebter, 1978 mit 83,58 m Sechster.

## Danach
Seit dem Karriereende produziert Miklós Németh Speere. Unter anderem entwickelte er einen Speer mit einer aufgerauten Oberfläche, der vom Weltleichtathletikverband 1991 nachträglich für irregulär erklärt wurde. Mit dem Németh-Speer und dem ähnlichen Sandviken orbit wurden insgesamt fünf Weltrekorde aufgestellt, die alle nicht in der offiziellen Weltrekordliste geführt werden. 